# Recess-Nunatak
Der Recess-Nunatak (von englisch recess ‚Vertiefung‘) ist ein kleiner und dennoch markanter Nunatak im westantarktischen Marie-Byrd-Land. In den Ford Ranges ragt er 1,5 km westlich des Mount Perkins am östlichen Ende der Fosdick Mountains auf. 
Wissenschaftler der United States Antarctic Service Expedition (1939–1941) kartierten ihn. Der United States Geological Survey kartierte ihn anhand eigener Vermessungen und Luftaufnahmen der United States Navy aus den Jahren von 1959 bis 1965. Das Advisory Committee on Antarctic Names benannte ihn im Jahr 1970. Namensgebend ist der Umstand, dass der Nunatak durch Windeinwirkung nahezu in den ihn umgebenden Eismassen wie in einer Vertiefung verschwindet.